# Maryborough (Queensland)
Maryborough ist eine Stadt im australischen Bundesstaat Queensland und liegt etwa 300 km nördlich von Brisbane am Mary River. Sie ist der Sitz des lokalen Verwaltungsgebiets (LGA) Fraser Coast Regional Council.

## Geschichte
Gegründet wurde sie in den 40er Jahren des 19. Jahrhunderts und war schon früh eine erfolgreiche Stadt. Sie profitierte vom Wollhandel und partizipierte am Goldrausch des ausgehenden 19. Jahrhunderts. Lange Zeit war Maryborough auch Einwanderungshafen für Immigranten nach Queensland.
Heute hat Maryborough etwa 22.000 Einwohner und bildet zusammen mit dem nahe gelegenen Hervey Bay das Tourismusgebiet Fraser Coast. Wegen der langen Tradition wirbt die Stadt mit dem Prädikat "Heritage City" (Kulturerbe-Stadt) und hat sich touristisch auch darauf ausgerichtet.

## Einige Gebäude

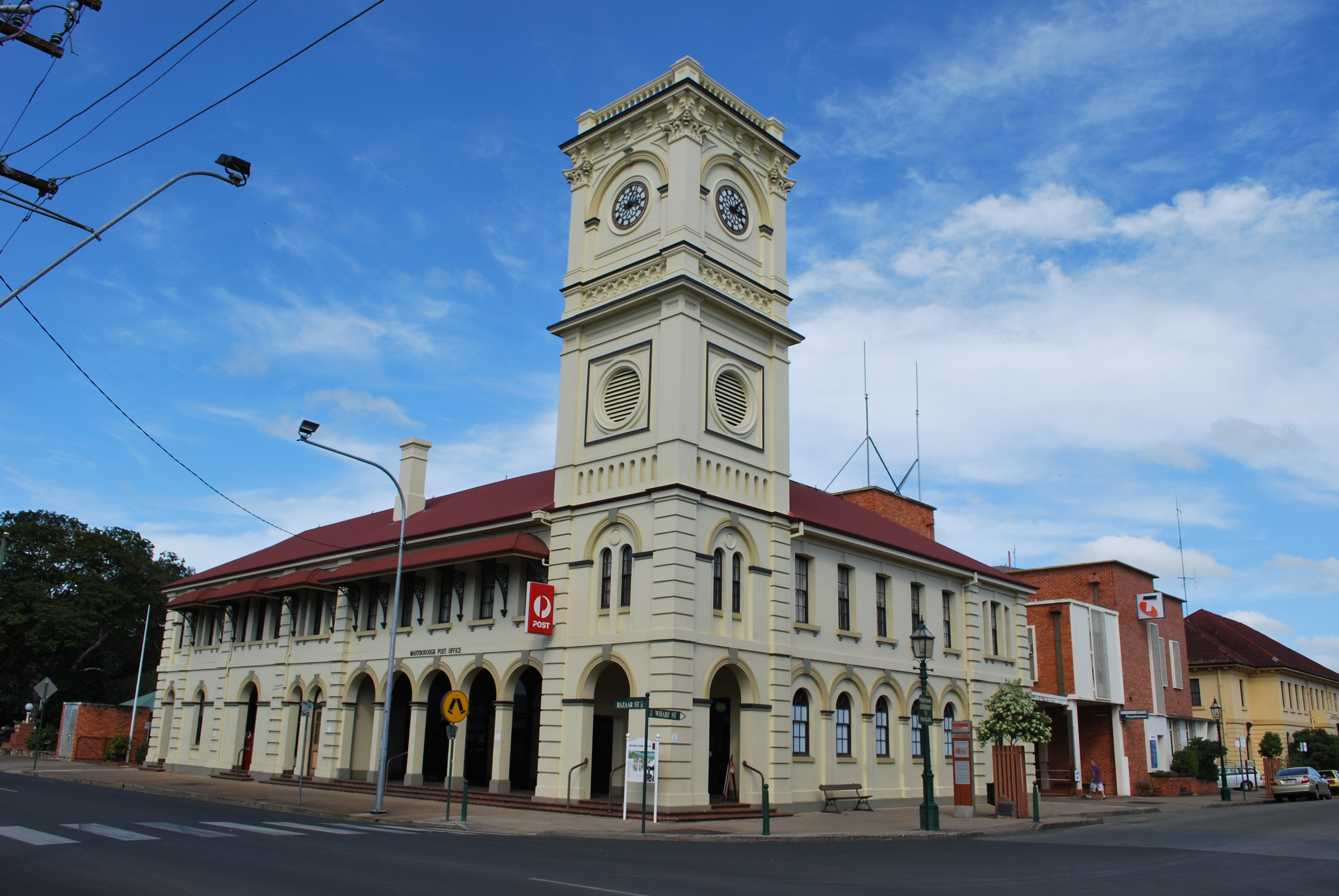
Maryborough Post Office (Liste des Commonwealth Heritage in Queensland)
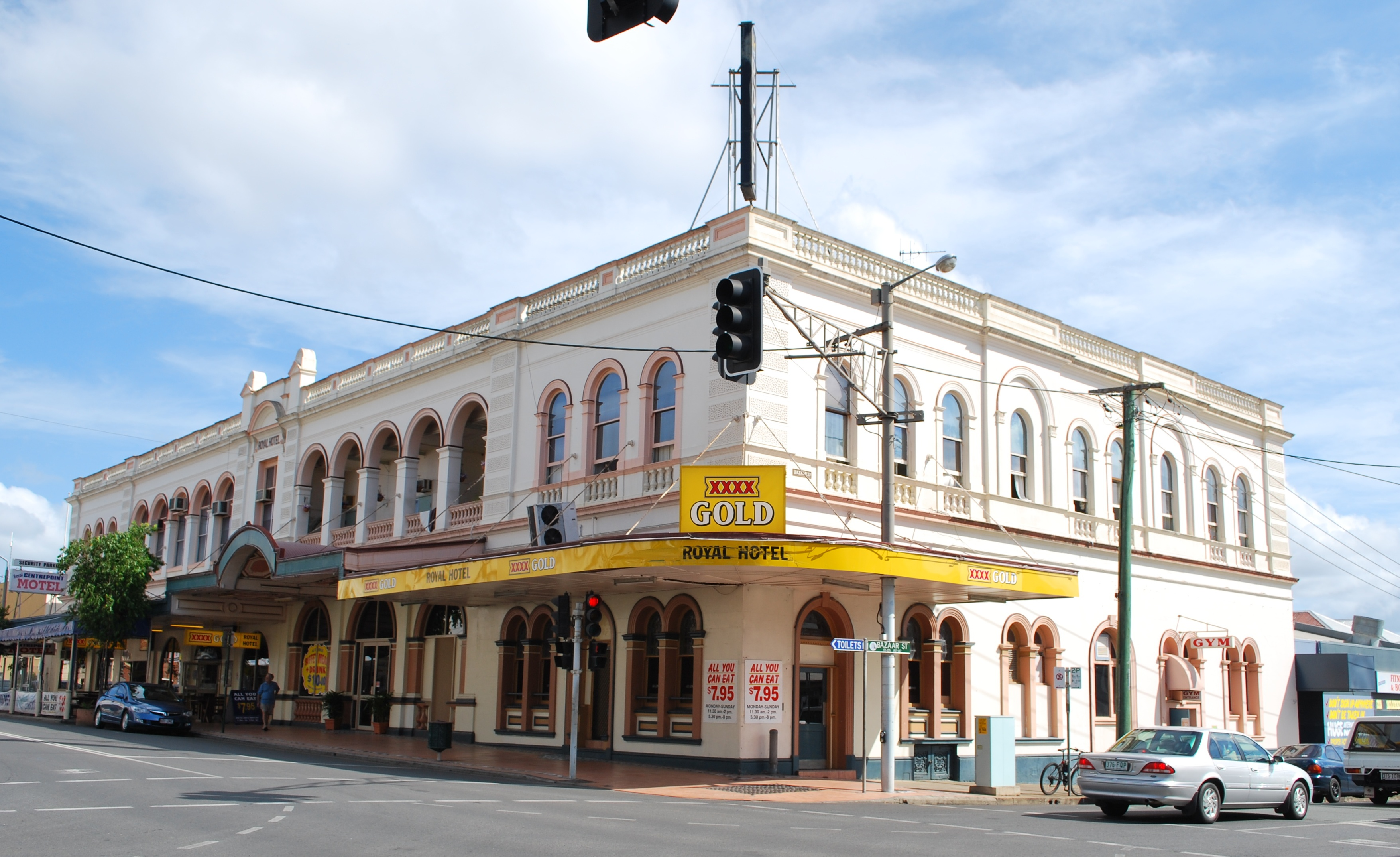
Royal Hotel
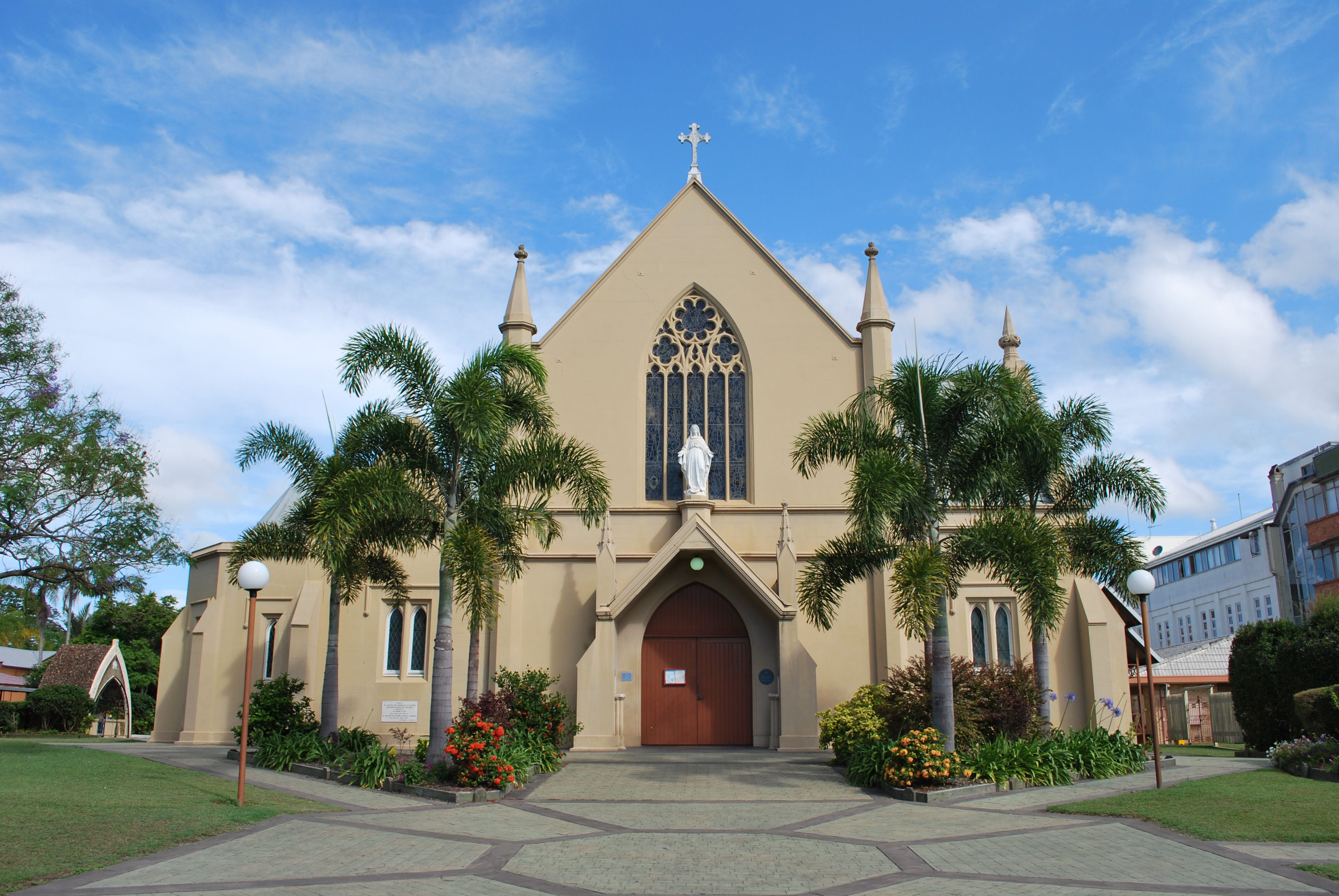
Römisch-katholische Kirche

## Söhne und Töchter der Stadt
- Edmund Herring (1892–1982), Generalleutnant und Politiker
- P. L. Travers (1899–1996), Schriftstellerin
- Percy Reginald Stephensen (1901–1965), Schriftsteller, Journalist und Kommunist
- David Theile (* 1938), Schwimmer
- John McBryde (* 1939), Hockeyspieler
- Donald McWatters (* 1941), Hockeyspieler
- Robert Cusack (* 1950), Schwimmer
- Destiny Deacon (1957–2024), Künstlerin
- Larry Sengstock (* 1960), Basketballspieler
- Mark Hager (* 1964), Hockeyspieler
- Clover Maitland (* 1972), Hockeyspielerin
- Jenny Morris (* 1972), Hockeyspielerin
- Anthony West (* 1981), Motorradrennfahrer
- Kristina Clonan (* 1998), Radrennfahrerin